# Unser Bismarck

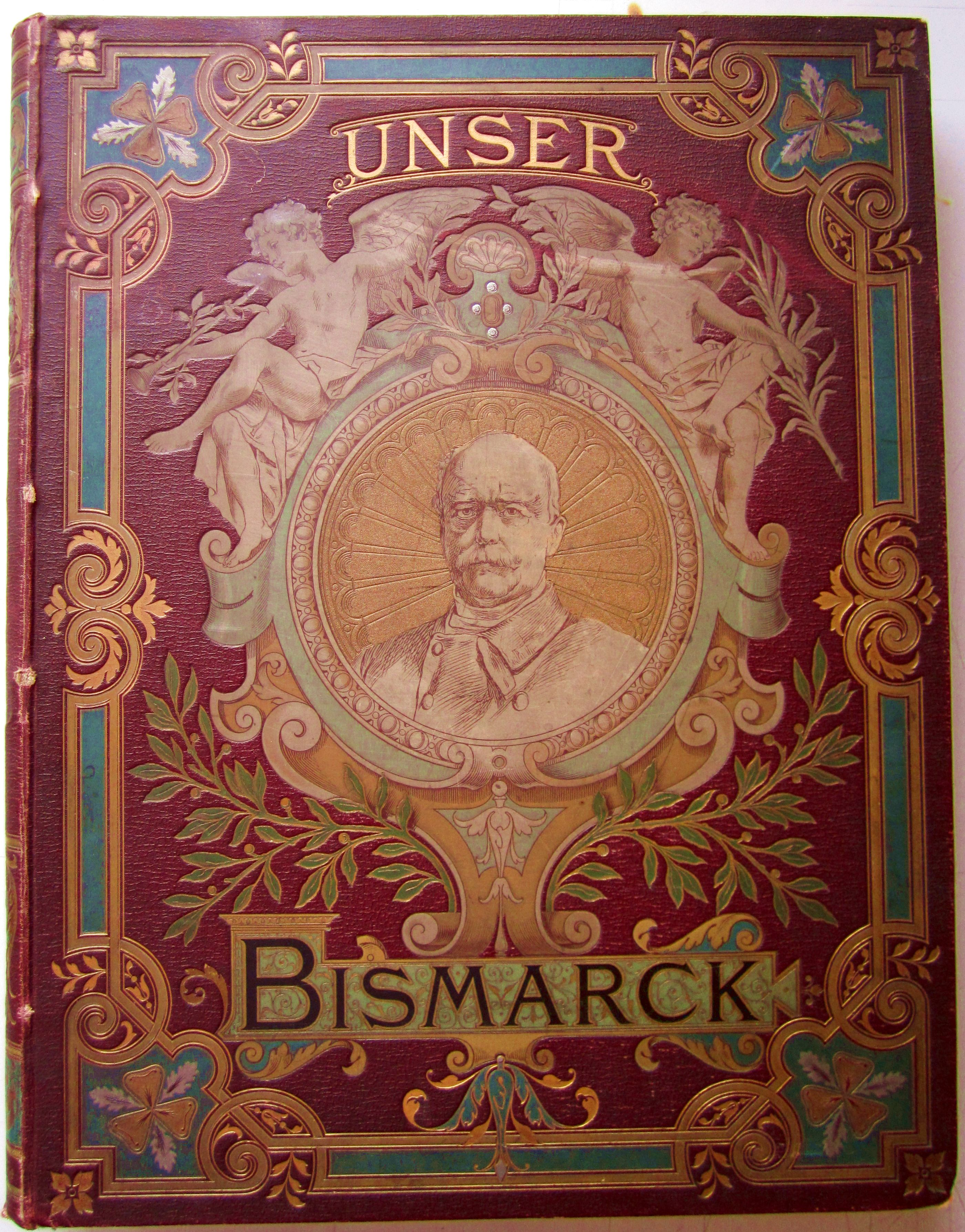
Titelbild (1895)

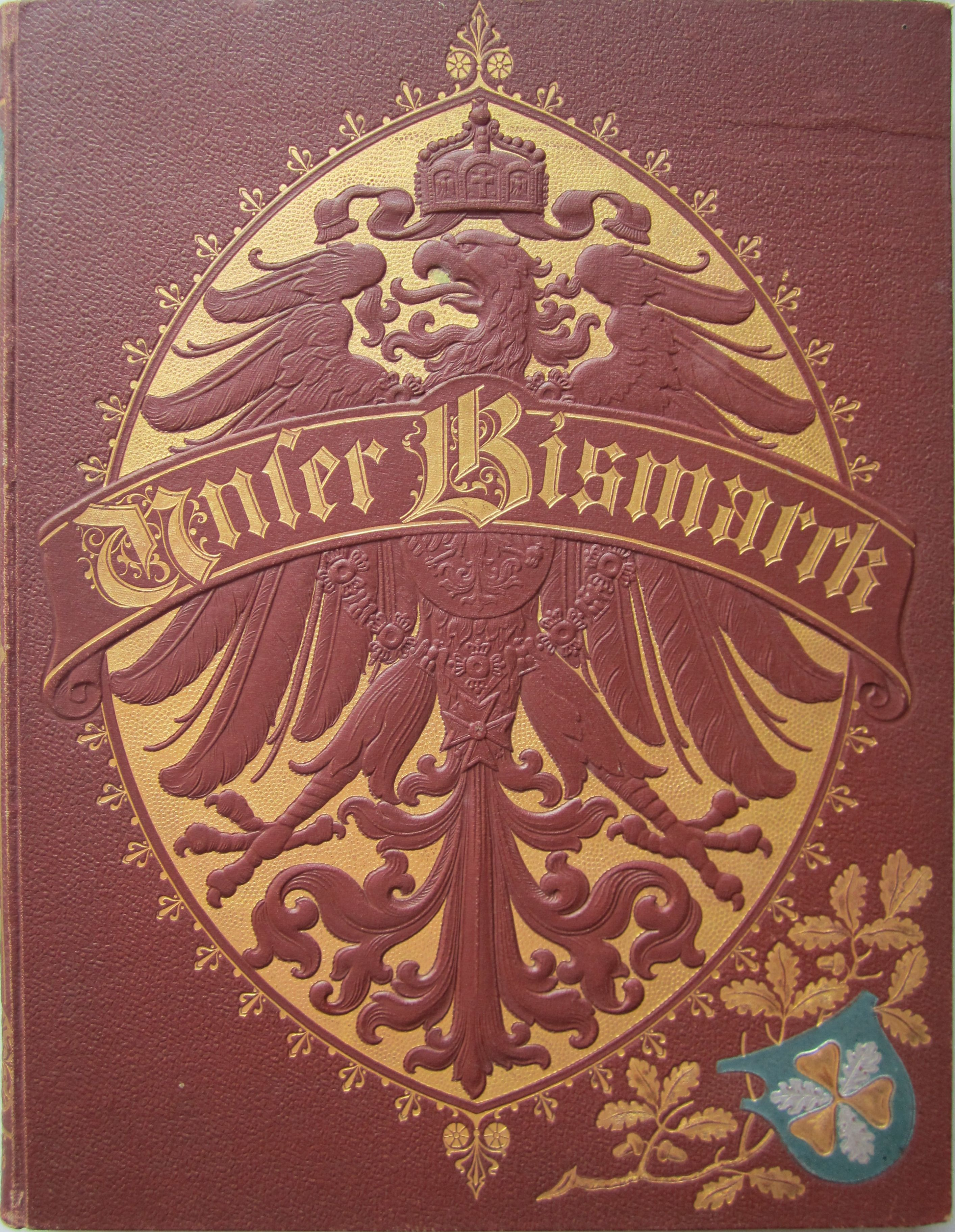
Titelbild Gedächtnis-Ausgabe (1898)

Unser Bismarck ist ein 1895 erschienenes großformatiges Buch über Otto von Bismarck mit zahlreichen Zeichnungen von Christian Wilhelm Allers und Text von Hans Kraemer, das in der Zeit der Bismarck-Verehrung (1890er Jahre) sehr populär war.

## Entstehungsgeschichte und Ausgaben
Das Buch erschien 1895 in der Union Deutsche Verlagsgesellschaft zunächst vorab als eine Reihe von 14 Heften je 2 Mark vom Frühjahr 1894 bis Herbst 1895, und schließlich im Herbst 1895 in gebundener Form im Großfolio-Format (32 × 41 cm) mit Goldschnitt und über 5½ kg Gewicht zu einem Preis von 50 Goldmark. Es knüpfte an das 1892 erschienene Fürst Bismarck in Friedrichsruh an. Nach Bismarcks Tod 1898 erschien eine inhaltlich veränderte Gedächtnisausgabe in kleinerem Format (24 × 32 cm, 2 kg). Das Buch erreichte zusammen mit der Gedächtnisausgabe eine Auflage von 100.000 Exemplaren.
Die Originalzeichnungen wurden 1898 von dem Hamburger Rechtsanwalt Joh. Mohrmann aufgekauft und gingen nach dessen Tod 1906 in den Besitz der Hamburger Kunsthalle über, wo sie noch heute im Kupferstichkabinett erhalten sind.

## Inhalt
Der Text gibt biografisch Bismarcks Leben wieder, der Inhalt wird nach Aufenthaltsorten Bismarcks gegliedert mit den fünf Kapiteln Schönhausen, Bad Kissingen, Göttingen, Varzin und Friedrichsruh. Die Zeichnungen geben Gebäude und Landschaften, vor allem aber Porträts von Bismarck und Personen in seiner Umgebung wieder. So finden sich etwa Porträts von Herbert von Bismarck, Otto Ehrenfried Ehlers und Ernst Schweninger. Bei der Wiedergabe von Massenszenen hat Allers auch Bekannte, die ihn in seiner Villa auf Capri besucht haben, eingearbeitet, ohne dass diese notwendigerweise am angegebenen Ort waren.
In der Gedächtnisausgabe wurde die umfangreiche Darstellung des Fackelzugs (33 Bildtafeln) entfernt, hinzugekommen sind eine Schilderung der Todesumstände und zahlreiche Beileidsbekundungen. Viele Zeichnungen wurden neu platziert oder in anderen Ausschnitten gezeigt. Der Umfang beträgt 286 Seiten zuzüglich einiger Bildtafeln.

## Galerie

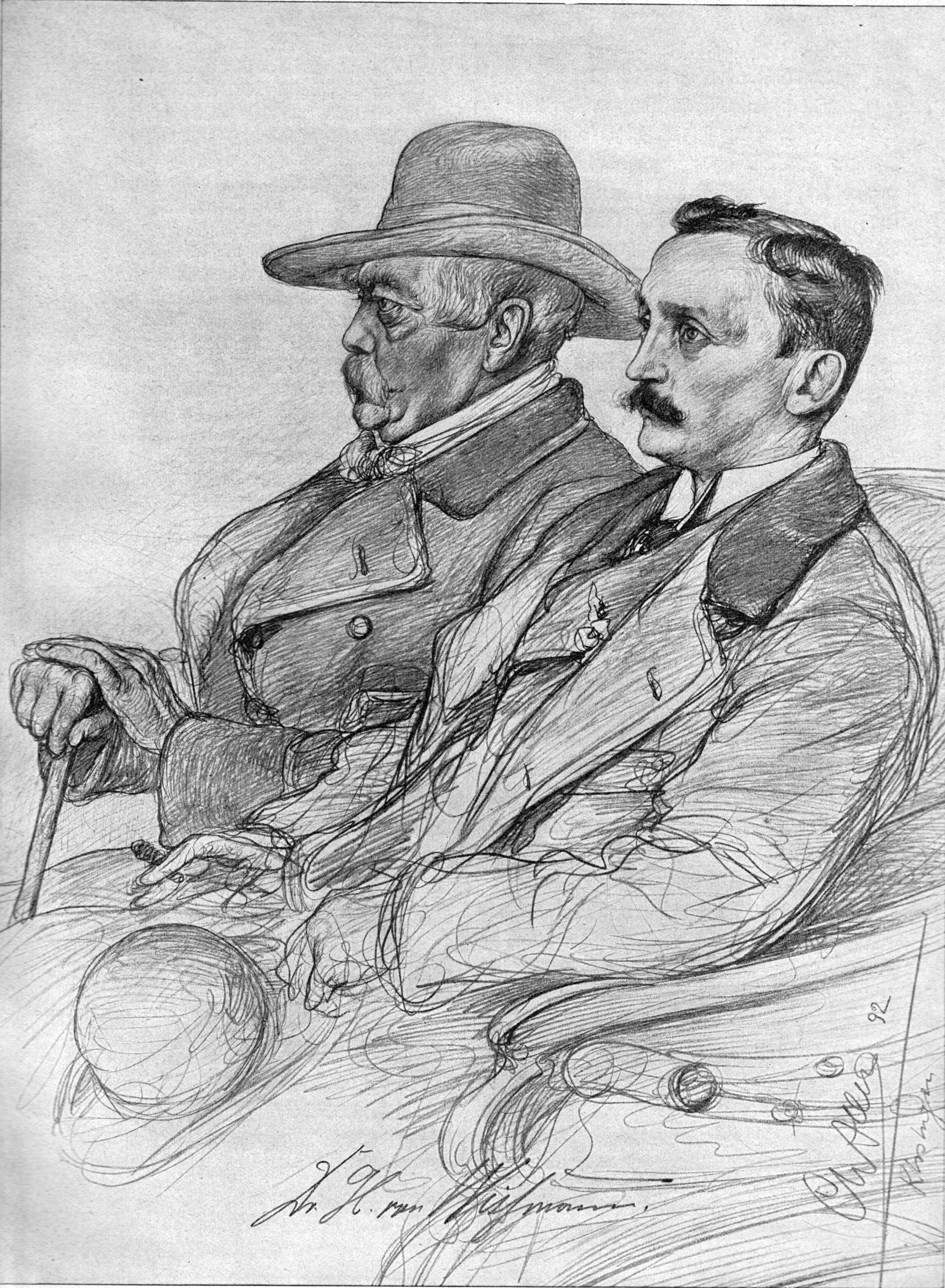
Bismarck und Hermann von Wissmann
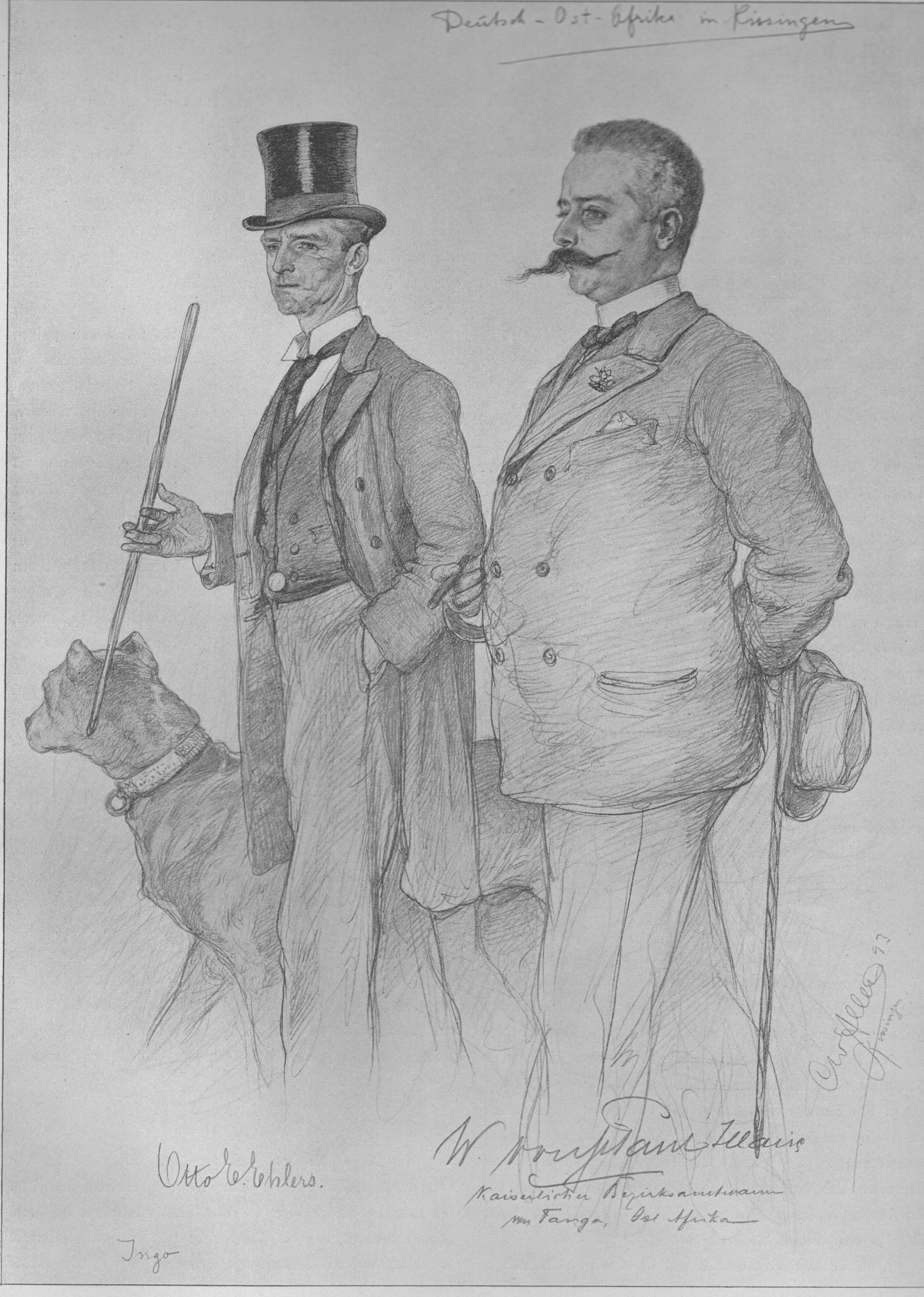
Otto E. Ehlers und Walter von Saint Paul-Illaire
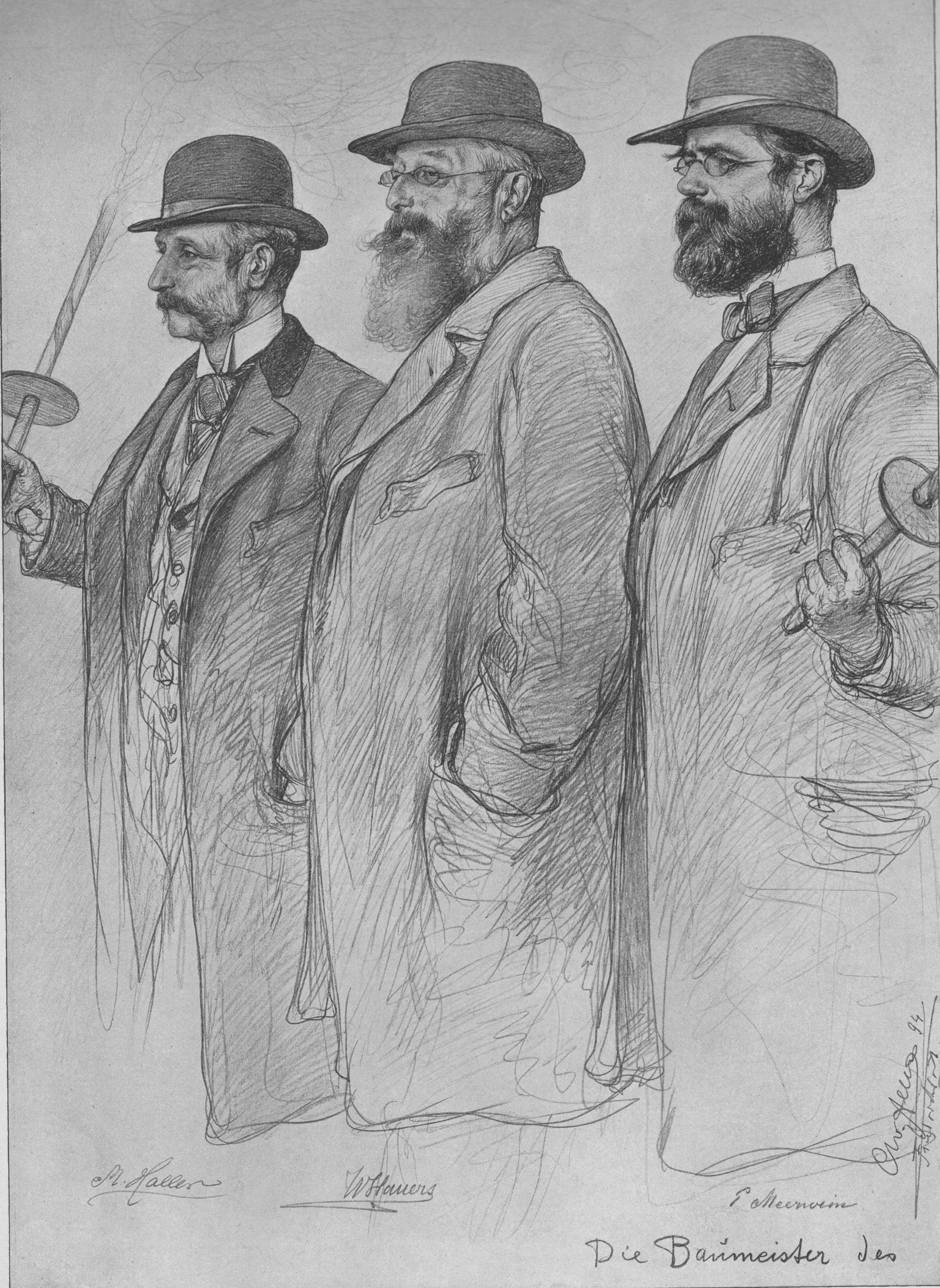
Baumeister des Hamburger Rathauses (Teil 1)